# Mirza Delibašić
Mirza Delibašić (Tuzla, 9 januari 1954 - Sarajevo, 8 december 2001) was een Bosnisch voormalig basketballer en basketbalcoach.

## Carrière
Mirza Delibašić, bijgenaamd Kinđe, leidde zijn club Bosna naar het EuroLeague kampioenschap in 1979. Hij speelde zijn eerste wedstrijden op 15-jarige leeftijd voor KK Sloboda Dita, de basketbalclub van Tuzla. Drie jaar later, in 1971, tekende hij een contract bij KK Bosna. Na zijn vertrek bij Bosna ging Delibašić naar de Spaanse Primera División, waar hij uiteindelijk werd beschouwd als een van de beste spelers die ooit voor Real Madrid hebben gespeeld, samen met spelers als Juan Corbalán, Wayne Brabender, Fernando Martín Espina, Fernando Romay, Dražen Petrović en Arvydas Sabonis.
In zijn clubcarrière won hij talrijke titels in Europese clubcompetities. Mirza Delibašić en Dražen Dalipagić speelden niet alleen samen voor hun Joegoslavische nationale ploeg, maar ook samen bij Real Madrid. Hun optreden in een EuroLeague wedstrijd van 1983 tegen Cibona, in Zagreb, is slechts een van de vele hoogtepunten uit hun carrière. In die wedstrijd scoorde Delibašić 26 punten en Dalipagić 33. De wedstrijd werd passend afgesloten met een twee-tegen-een fast-break, waarbij Delibašić een achter-de-rug fake pass maakte naar Dalipagić, en langs een verdediger passeerde voor een tweehandige dunk op de zoemer. De fans van Cibona zetten het verlies van hun ploeg opzij en toonden hun waardering voor de prestaties van de Bosnische sterren met een staande ovatie aan het eind van de wedstrijd.
In de vroege zomer van 1983 verliet de negenentwintigjarige Delibašić Real Madrid en tekende bij de Italiaanse Liga-club JuveCaserta, gecoacht door zijn voormalige Bosna-mentor Bogdan Tanjević.
In augustus 1983, ging het team voor voorseizoenstraining en conditie naar de stad Bormio in de Italiaanse Alpen. Na terugkomst in het zuiden van Caserta na de slopende hoogtestage, kreeg Delibašić een bijna fatale hersenbloeding die zijn carrière zou beëindigen. Delibašić was in kritieke toestand en er werd onmiddellijk een privévliegtuig geregeld om hem naar de Militaire Medische Academie (VMA) in Belgrado te vliegen, waar hij maandenlang in het ziekenhuis werd opgenomen. Hij overleefde en herstelde, maar niet genoeg om terug te keren naar het professionele basketbal, waardoor hij gedwongen werd om met onmiddellijke ingang definitief te stoppen.
De thuisarena van KK Bosna heet nu Dvorana Mirza Delibašić.

## Nationale ploeg
Mirza Delibašić werd een van de grootste Europese spelers en won met het nationale basketbalteam van Joegoslavië elk groot FIBA-toernooi, waaronder: de gouden medaille van de Olympische Zomerspelen op de Olympische Zomerspelen van 1980, twee keer goud van EuroBasket (1975, 1977), en het goud op het FIBA Wereldkampioenschap van 1978.

## Erelijst
- 2x Joegoslavisch landskampioen: 1978, 1980
- 1x Joegoslavisch bekerwinnaar: 1978
- 1x Spaans landskampioen: 1982
- 1x European Champions Cup: 1979
- 1x Intercontinental Cup: 1981
- Olympische Spelen: 1x , 1x
- Wereldkampioenschap: 1x , 1x
- EuroBasket: 2x , 1x , 1x
- Middellandse Zeespelen: 1x , 1x